# Hopang
Hopang är ett distrikt i Myanmar.   Det ligger i regionen Shanstaten, i den nordöstra delen av landet, 500 km nordost om huvudstaden Naypyidaw.